# 1979年至1980年英格蘭足總盃
1979/80球季英格蘭足總盃（英語：FA Cup），是第99屆英格蘭足總盃，今屆賽事的冠軍是韋斯咸，他們在決賽以1:0擊敗阿仙奴，奪得冠軍。
當時處於次級聯賽的韋斯咸爆冷擊敗阿仙奴捧盃。

## 外部連結
1. 英格蘭足總盃官網Archive-It的存檔，存档日期2012-04-24
2. 英格蘭足總盃 歷屆冠軍（页面存档备份，存于）